# Henrik Udahl
Henrik Udahl (ur. 12 stycznia 1997 w Askim) – norweski piłkarz grający na pozycji napastnika w klubie Hamarkameratene.

## Kariera juniorska
Udahl grał jako junior w Askim FK (do 2012), Vålerenga Fotball (2013–2016; w latach 2015–2016 rozegrał 35 meczów dla ich rezerw, strzelił w nich 10 goli) i w CIN Bearcats (2016–2017).

## Kariera seniorska

### Vålerenga Fotball
Udahl zadebiutował w pierwszej drużynie Vålerenga Fotball 13 kwietnia 2016 w meczu Pucharu Norwegii z Løten FK (4:1), strzelił wtedy też swojego pierwszego gola. Wrócił on do Vålerenga Fotball 17 lutego 2021. Przez cały okres gry dla tego klubu, wystąpił w jego barwach 56 razy i zdobył 14 bramek.
Udahl grał w rezerwach Vålerenga Fotball w sezonach 2015, 2016, 2021 i 2022. Łącznie rozegrał dla nich 52 mecze i strzelił 22 gole.

### Follo FK
Udahl przeszedł do Follo FK 6 lutego 2017. Zadebiutował u nich 17 kwietnia 2025 w meczu z Alta IF (0:2). Pierwsze dwie bramki zdobył 14 maja 2017 w wygranym 3:1 spotkaniu przeciwko Brumunddal Fotball. Łącznie dla tego klubu rozegrał 13 meczów i strzelił 3 gole.
Udahl jeden raz zagrał dla rezerw Follo FK.

### Fana IL
Udahl przeniósł się do Fana IL 20 lipca 2017. Debiut dla nich zaliczył 6 sierpnia 2017 w przegranym 0:4 spotkaniu przeciwko Bryne FK. Pierwszego gola strzelił 2 września 2017 w meczu z Nest-Sotra Fotball (1:1). Ostatecznie w barwach tego klubu wystąpił 34 razy zdobywając 27 bramek.

### Åsane Fotball
Udahl trafił do Åsane Fotball 27 marca 2019. Zadebiutował u nich 14 kwietnia 2019 w meczu z FK Senja (6:0). Pierwsze dwie bramki zdobył 1 maja 2019 w wygranym 5:1 spotkaniu Pucharu Norwegii przeciwko FK Bergen Nord, zanotował wtedy też asystę. Łącznie rozegrał dla nich 52 mecze strzelając 26 goli.
W 2019 Udahl rozegrał 11 meczów w rezerwach Åsane Fotball, w których strzelił 15 goli.

### Hamarkameratene
Udahl przeniósł się do Hamarkameratene 8 stycznia 2023. Zadebiutował u nich 10 kwietnia 2023 w meczu z Sandefjord Fotball (2:0), strzelił wtedy też swoje pierwsze dwa gole dla tej drużyny. 

### Śląsk Wrocław
Udahl został wypożyczony do Śląska Wrocław 20 lutego 2025. Debiut dla nich zaliczył 2 marca 2025 w przegranym 1:3 spotkaniu przeciwko Legii Warszawa. Łącznie rozegrał dla nich 10 meczów, nie strzelił żadnego gola.

## Statystyki

### Klubowe
(aktualne na dzień 27 maja 2025)
| Klub                 | Sezon              | Liga               | Liga  | Liga   | Puchar kraju | Puchar kraju | Inne  | Inne   | Europa | Europa | Suma  | Suma   |
| Klub                 | Sezon              | Liga               | Mecze | Bramki | Mecze        | Bramki       | Mecze | Bramki | Mecze  | Bramki | Mecze | Bramki |
| -------------------- | ------------------ | ------------------ | ----- | ------ | ------------ | ------------ | ----- | ------ | ------ | ------ | ----- | ------ |
| Vålerenga Fotball II | 2015               | 2. divisjon        | 15    | 4      | 0            | 0            | 0     | 0      | –      | –      | 15    | 4      |
| Vålerenga Fotball II | 2016               | 2. divisjon        | 20    | 6      | 0            | 0            | 0     | 0      | –      | –      | 20    | 6      |
| Vålerenga Fotball II | 2021               | 2. divisjon        | 7     | 5      | 0            | 0            | 0     | 0      | –      | –      | 7     | 5      |
| Vålerenga Fotball II | 2022               | 2. divisjon        | 10    | 7      | 0            | 0            | 0     | 0      | –      | –      | 10    | 7      |
| Vålerenga Fotball II | Ogólnie            | Ogólnie            | 52    | 22     | 0            | 0            | 0     | 0      | 0      | 0      | 52    | 22     |
| Vålerenga Fotball    | 2016               | Tippeligaen        | 0     | 0      | 1            | 1            | 0     | 0      | –      | –      | 1     | 1      |
| Vålerenga Fotball    | 2021               | Eliteserien        | 25    | 6      | 3            | 1            | 0     | 0      | 2      | 0      | 30    | 7      |
| Vålerenga Fotball    | 2022               | Eliteserien        | 23    | 4      | 2            | 2            | 0     | 0      | –      | –      | 19    | 6      |
| Vålerenga Fotball    | Ogólnie            | Ogólnie            | 48    | 10     | 6            | 4            | 0     | 0      | 2      | 0      | 56    | 14     |
| Follo FK             | 2017               | 2. divisjon        | 12    | 3      | 1            | 0            | 0     | 0      | –      | –      | 13    | 3      |
| Follo FK             | Ogólnie            | Ogólnie            | 12    | 3      | 1            | 0            | 0     | 0      | 0      | 0      | 13    | 3      |
| Follo FK II          | 2017               | 4. divisjon        | 1     | 0      | 0            | 0            | 0     | 0      | –      | –      | 1     | 0      |
| Follo FK II          | Ogólnie            | Ogólnie            | 1     | 0      | 0            | 0            | 0     | 0      | 0      | 0      | 1     | 0      |
| Fana IL              | 2017               | 2. divisjon        | 11    | 1      | 0            | 0            | 0     | 0      | –      | –      | 11    | 1      |
| Fana IL              | 2018               | 3. divisjon        | 23    | 26     | 0            | 0            | 0     | 0      | –      | –      | 23    | 26     |
| Fana IL              | Ogólnie            | Ogólnie            | 34    | 27     | 0            | 0            | 0     | 0      | 0      | 0      | 34    | 27     |
| Åsane Fotball        | 2019               | 2. divisjon        | 16    | 5      | 2            | 2            | 3     | 0      | –      | –      | 21    | 7      |
| Åsane Fotball        | 2020               | 1. divisjon        | 29    | 19     | 0            | 0            | 2     | 0      | –      | –      | 31    | 19     |
| Åsane Fotball        | Ogólnie            | Ogólnie            | 45    | 24     | 2            | 2            | 5     | 0      | 0      | 0      | 52    | 26     |
| Åsane Fotball II     | 2019               | 4. divisjon        | 11    | 15     | 0            | 0            | 0     | 0      | –      | –      | 11    | 15     |
| Åsane Fotball II     | Ogólnie            | Ogólnie            | 11    | 15     | 0            | 0            | 0     | 0      | 0      | 0      | 11    | 15     |
| Hamarkameratene      | 2023               | Eliteserien        | 27    | 7      | 5            | 3            | 0     | 0      | –      | –      | 32    | 10     |
| Hamarkameratene      | 2024               | Eliteserien        | 29    | 3      | 4            | 2            | 0     | 0      | –      | –      | 33    | 5      |
| Hamarkameratene      | Ogólnie            | Ogólnie            | 56    | 10     | 9            | 5            | 0     | 0      | 0      | 0      | 65    | 15     |
| Śląsk Wrocław        | 2024/25            | Ekstraklasa        | 10    | 0      | 0            | 0            | 0     | 0      | 0      | 0      | 10    | 0      |
| Śląsk Wrocław        | Ogólnie            | Ogólnie            | 10    | 0      | 0            | 0            | 0     | 0      | 0      | 0      | 10    | 0      |
| Ogólnie w karierze   | Ogólnie w karierze | Ogólnie w karierze | 269   | 111    | 18           | 11           | 5     | 0      | 2      | 0      | 294   | 122    |